# АПК-Инвест
АПК-Инвест — украинская частная агропромышленная компания и производитель мяса. Основана в 2006 году Борисом Колесниковым. Владеет 41 тыс. га земель сельскохозяйственного назначения, комбикормовым заводом мощностью 200 тыс. тонн комбикормов в год, элеваторами суммарной ёмкостью 90 тыс. тонн, животноводческими хозяйствами ёмкостью до 450 тыс. голов в год, мясокомбинатом мощностью 200 тонн готовой продукции в сутки.
Основная торговая марка мясной продукции — «М’ясна весна», в 2013 году заняла 26-е место среди 50-ти самых популярных брендов Украины.